# Font Granada
Font Granada és una urbanització al terme municipal de Bigues i Riells del Fai, al Vallès Oriental. Pren el nom de la Font Granada, una de les fonts importants del poble de Bigues, i és a la part central del terme municipal. El seu territori s'estén en el vessant oriental del Turó de la Calcina, a migdia de la urbanització de Can Traver i a ponent de la de la Font del Bou. És a la dreta del Tenes i a l'esquerra del Torrent Masponç. Aquesta urbanització conté les antigues masies de Can Granada, a la part oriental, i Can Lledó, a la sud-oest. En un petit apèndix de la urbanització situat al sud-est hi ha també la Font Granada. És una urbanització d'extensió i població mitjanes, ja que el 2018 tenia 547 habitants, que representa el 6% del cens municipal.